# Plage de la Chapelle
La plage de la Chapelle est une plage de sable blanc située à Anse-Bertrand, en Guadeloupe.

## Description
La plage de la Chapelle, longue de 750 m, se situe à Anse-Bertrand, au nord de la pointe de l'Anse-Bertrand. La plage donne sur l'anse de la Petite Chapelle réputée pour son sport de surf et son site de plongée,.
La plage est le terminus de la trace du Grand Cul-de-sac marin.

## Galerie

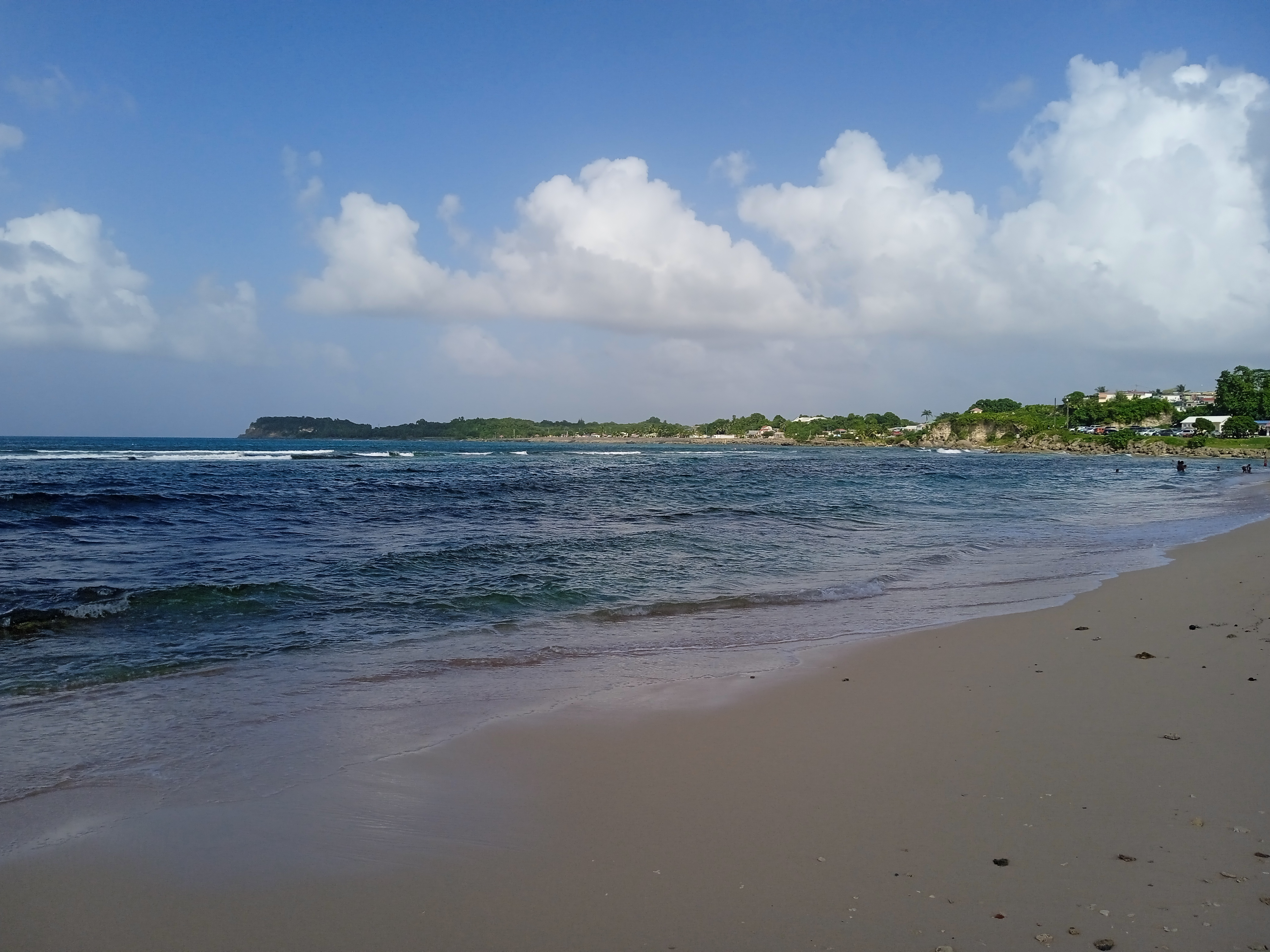
L'Anse de la Petite Chapelle s'étend devant Anse-Bertrand de la pointe de l'Anse-Bertrand à la pointe Sable.